# Bombardier
Бомбардьє (англ. Bombardier Inc.) — канадська авіа- та машинобудівна компанія. Штаб-квартира — в Монреалі, провінція Квебек.

## Історія
Компанія була заснована в місті Валкурте (Квебек) 1942 року під назвою L'Auto-Neige Bombardier Limitée Жозеф-Арманом Бомбардьє і спочатку спеціалізувалася на випуску снігоходів. З середини 1980-х років компанія зайнялася авіабудуванням.
У 2003  компанія продала 65 % акцій свого підрозділу Bombardier Recreational Products, який займається виробництвом снігоходів, всюдиходів, гідроциклів, моторних човнів та іншої техніки для активного відпочинку, сконцентрувавшись на залізничному та авіаційному машинобудуванні. На 2012 рік 50 % BRP належало інвестиційному фонду Bain Capital, 15 % — Caisse de Dépôt & Placements du Québec, 35 % акцій Bombardier Recreational Products належать родині Бомбардьє.

## Діяльність

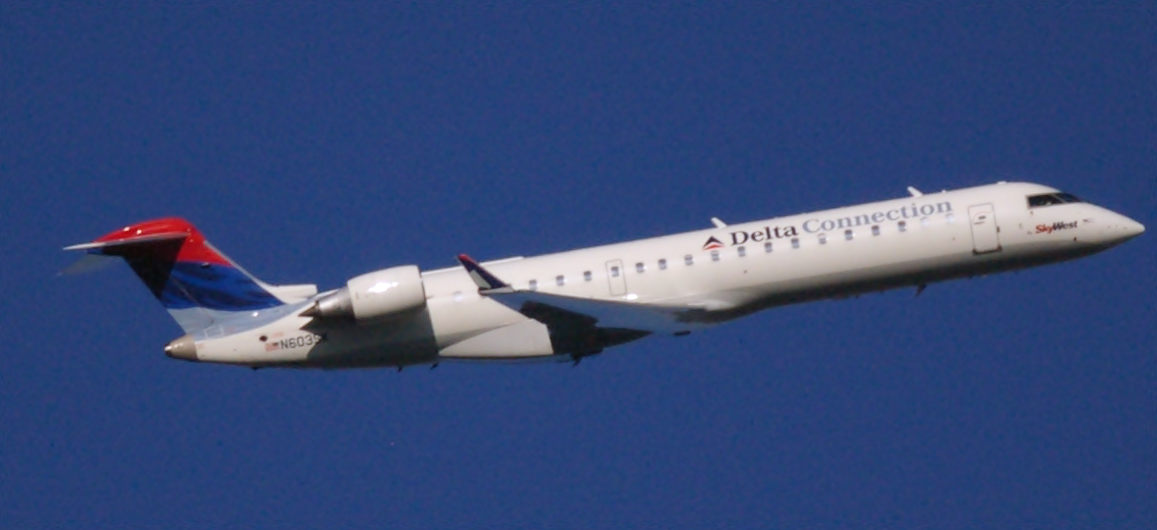
Bombardier CRJ — літак, що випускається компанією

Компанія виробляє літаки бізнес-класу, залізничну техніку, трамваї.
Bombardier Transportation є найбільшим у світі виробником залізничної техніки, Bombardier Aerospace — третій у світі виробник цивільних літаків після Boeing та Airbus.
2008 року в Bombardier працювало 59,8 тис. осіб.
Виручка компанії в 2005/2006 фінансовому році склала $14,73 млрд, чистий прибуток — $249 млн. За цей період компанія продала 337 літаків, у тому числі 149 — призначених для регіональних перевезень (Q300, Q200 і Q400).
У 2006/2007 фінансовому році — відповідно $ 17,5 млрд та $317 млн.
У 2008/2009 фінансовому році — $19,7 млрд та $1 млрд.

### Діяльність в Україні
11 липня 2016 року між компанією Bombardier та Укразлізницею було підписано меморандум, який передбачав створення спільного підприємства з випуску локомотивів на території України.

## Вироби

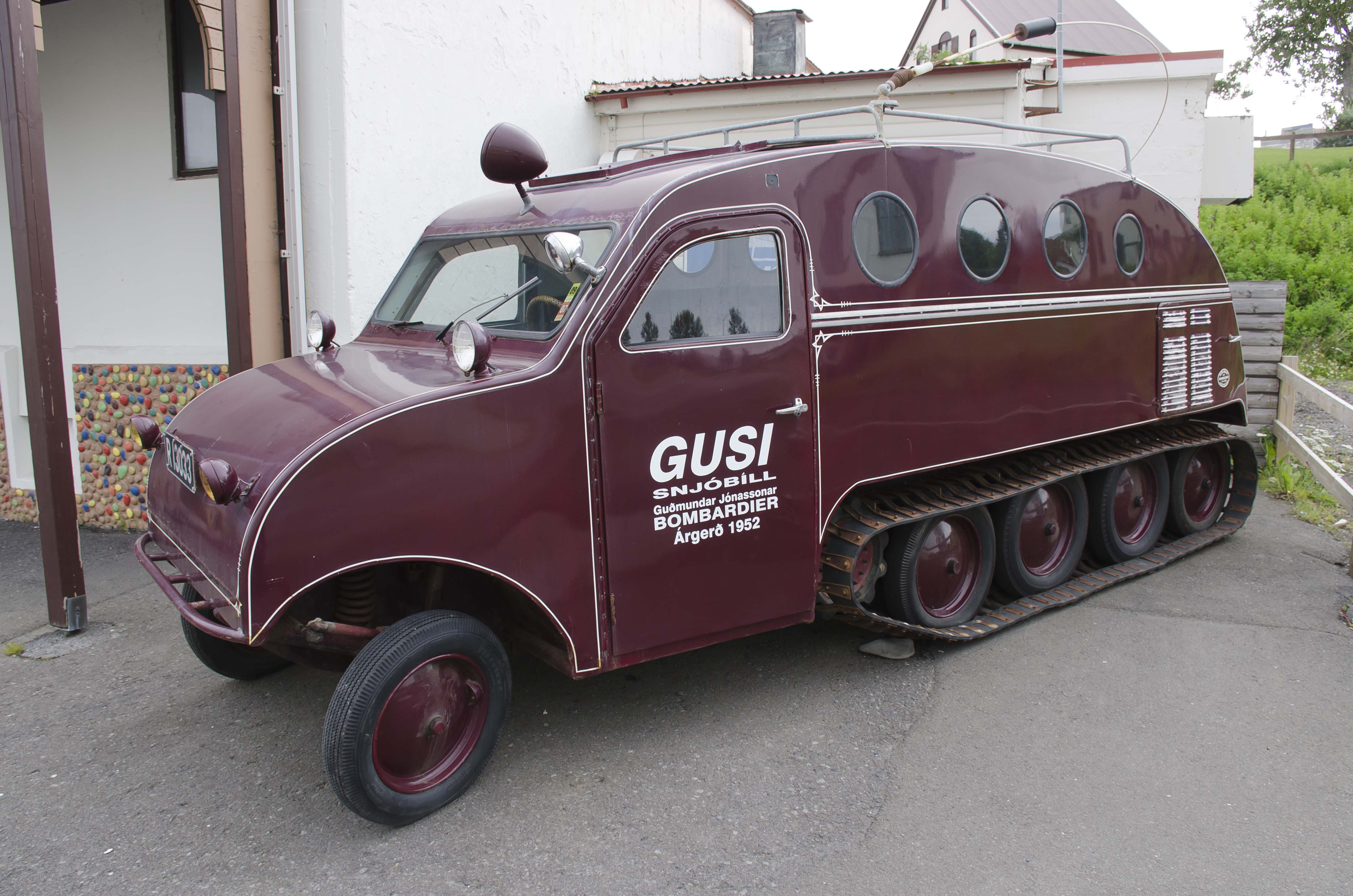
Снігохід, 1952
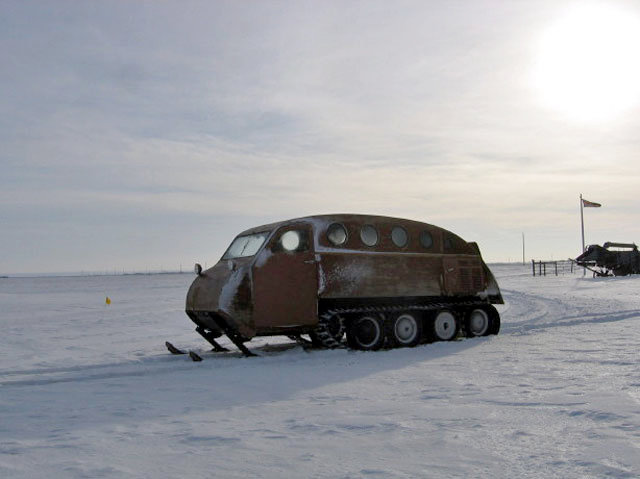
Автобус-снігохід Bombardier B12, 1951
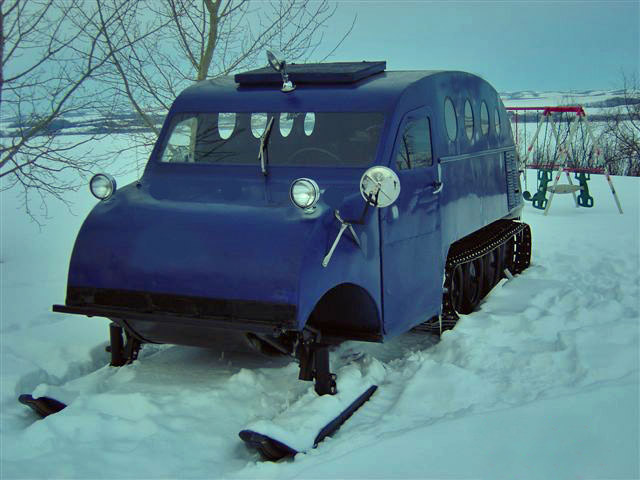
Снігохід Bombardier B-12, серія R
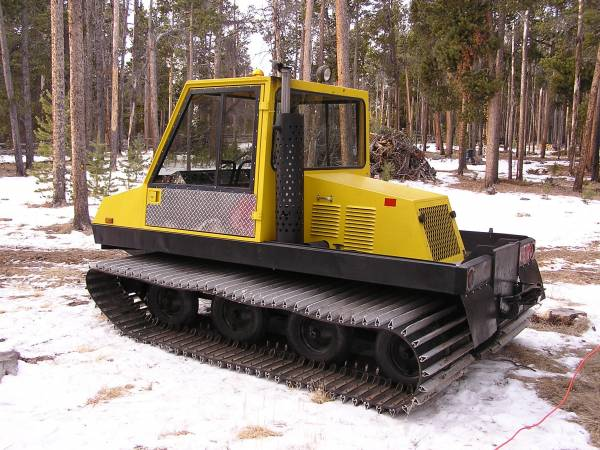
Bombardier BR100+ Groomer
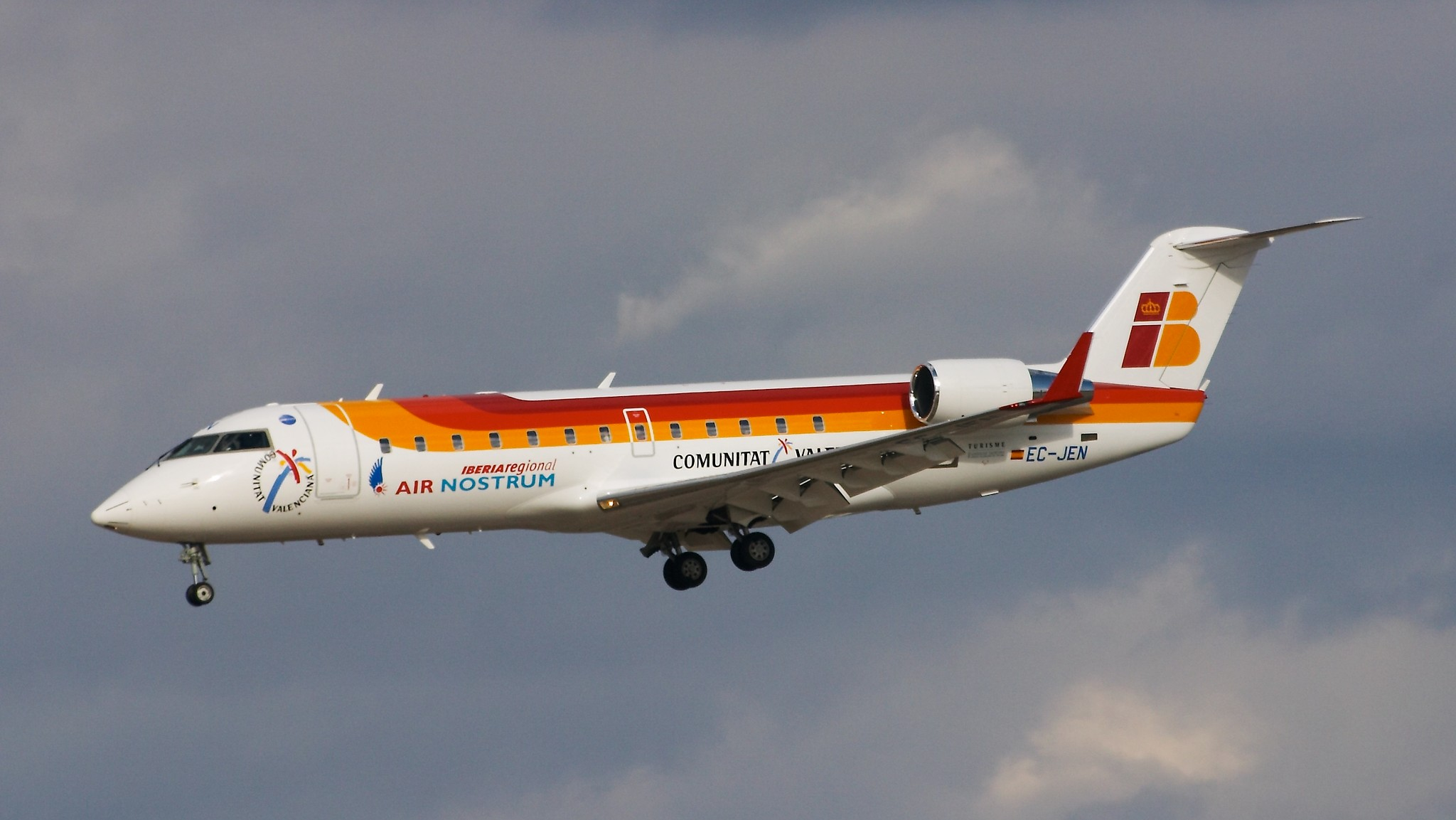
Bombardier CRJ200
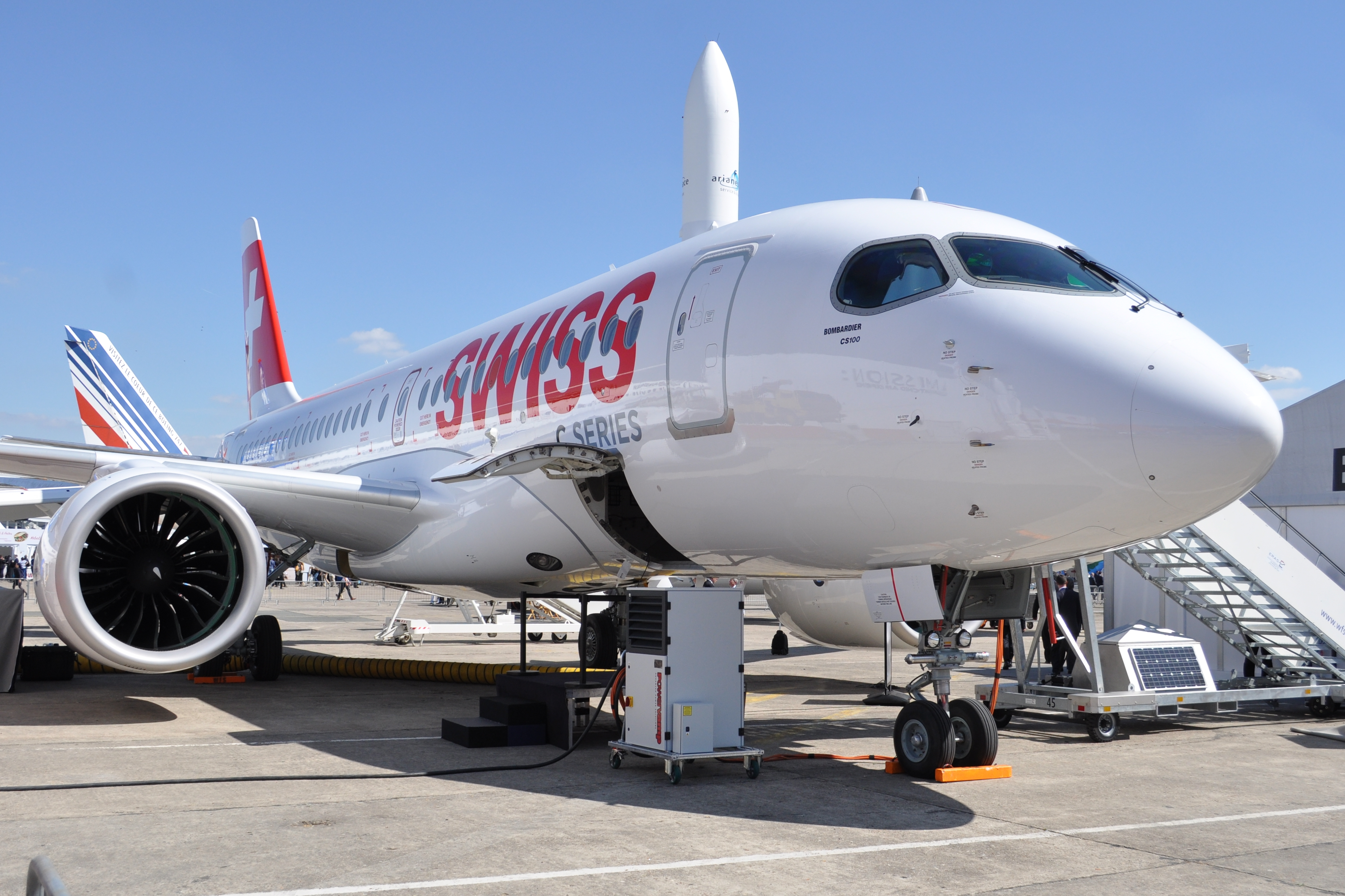
Bombardier CSeries в лівреї Swiss International Air Lines
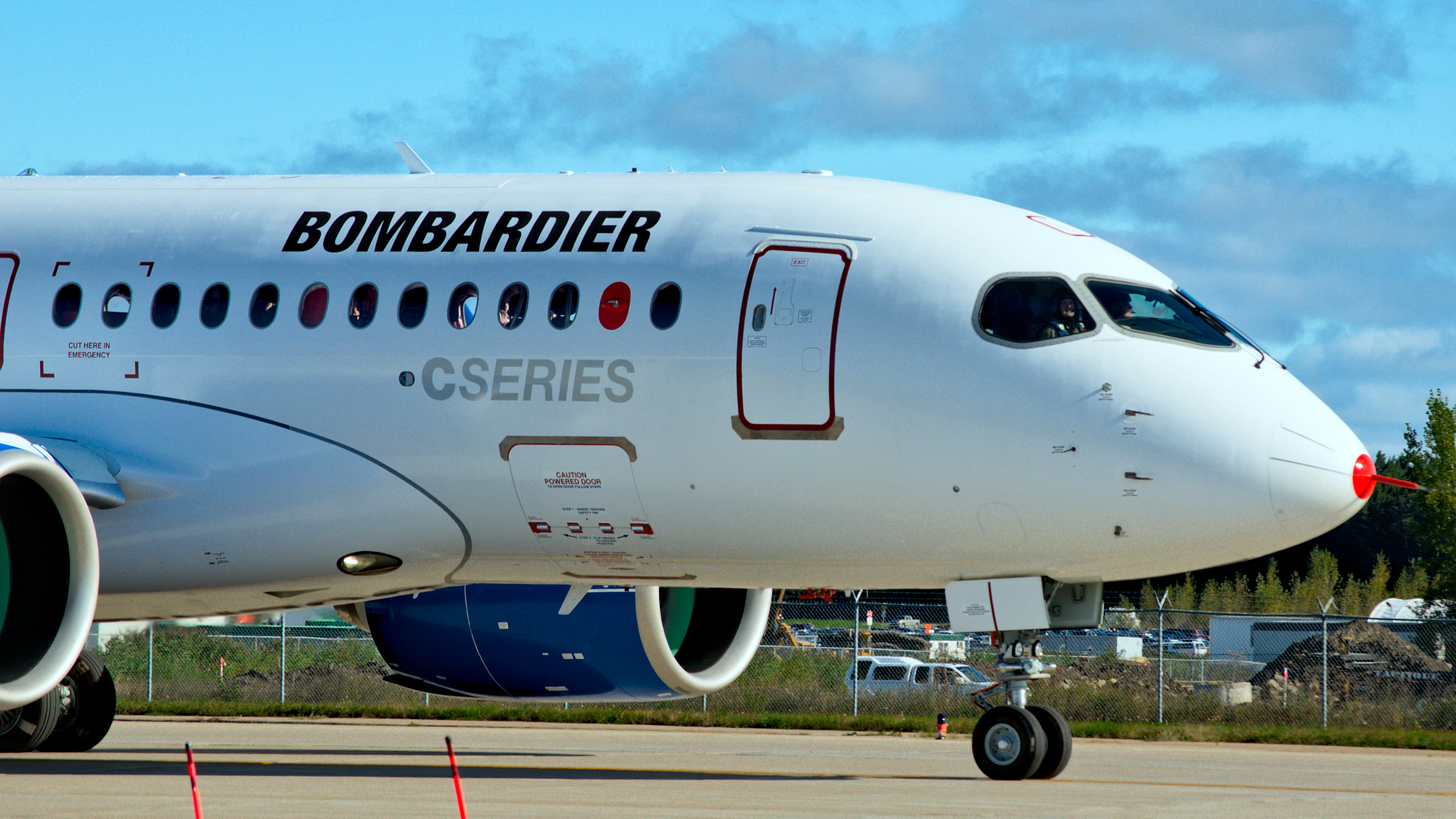
Bombardier CS100
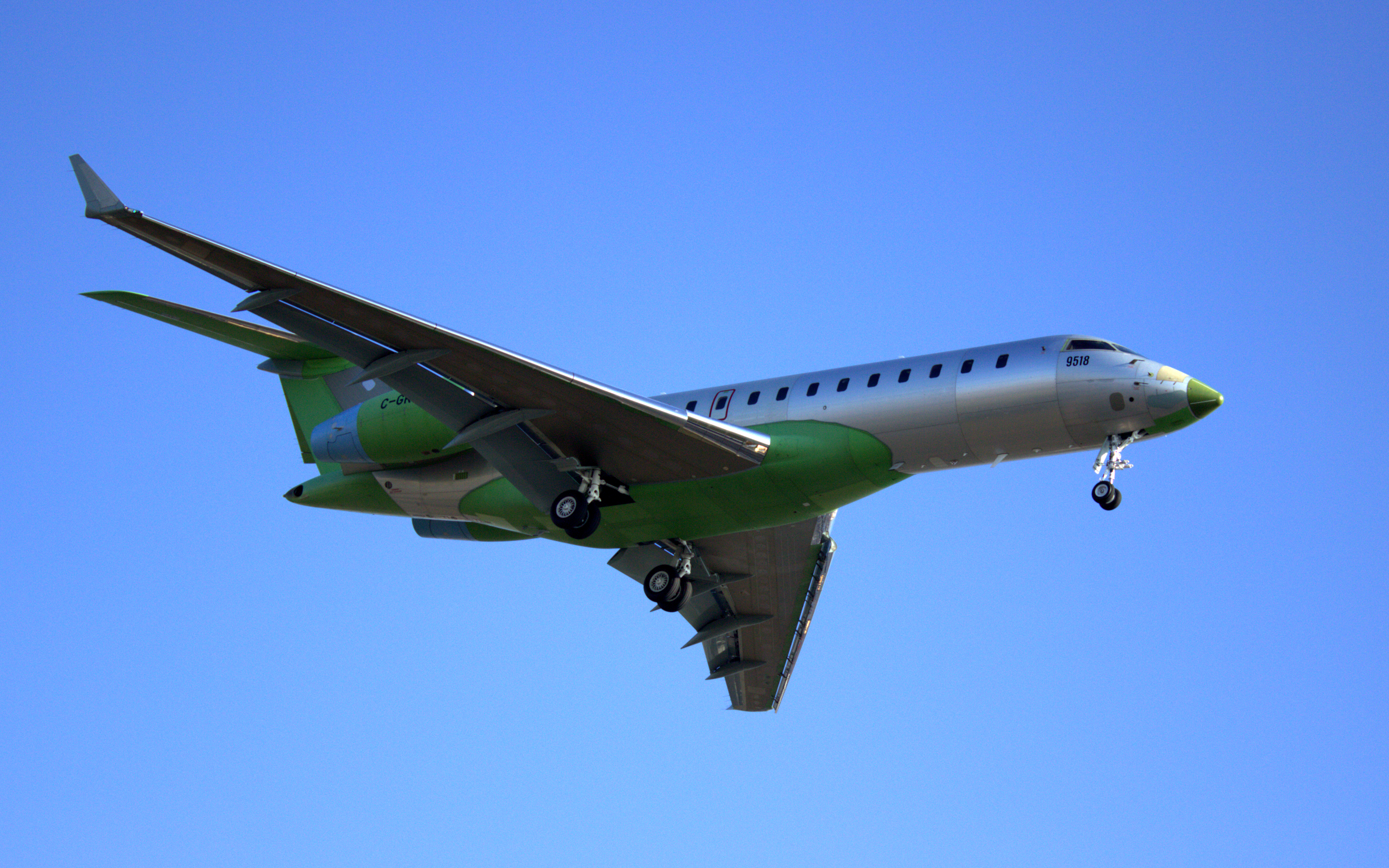
BD-700 приземлюється в міжнародному аеропорті Монреаль
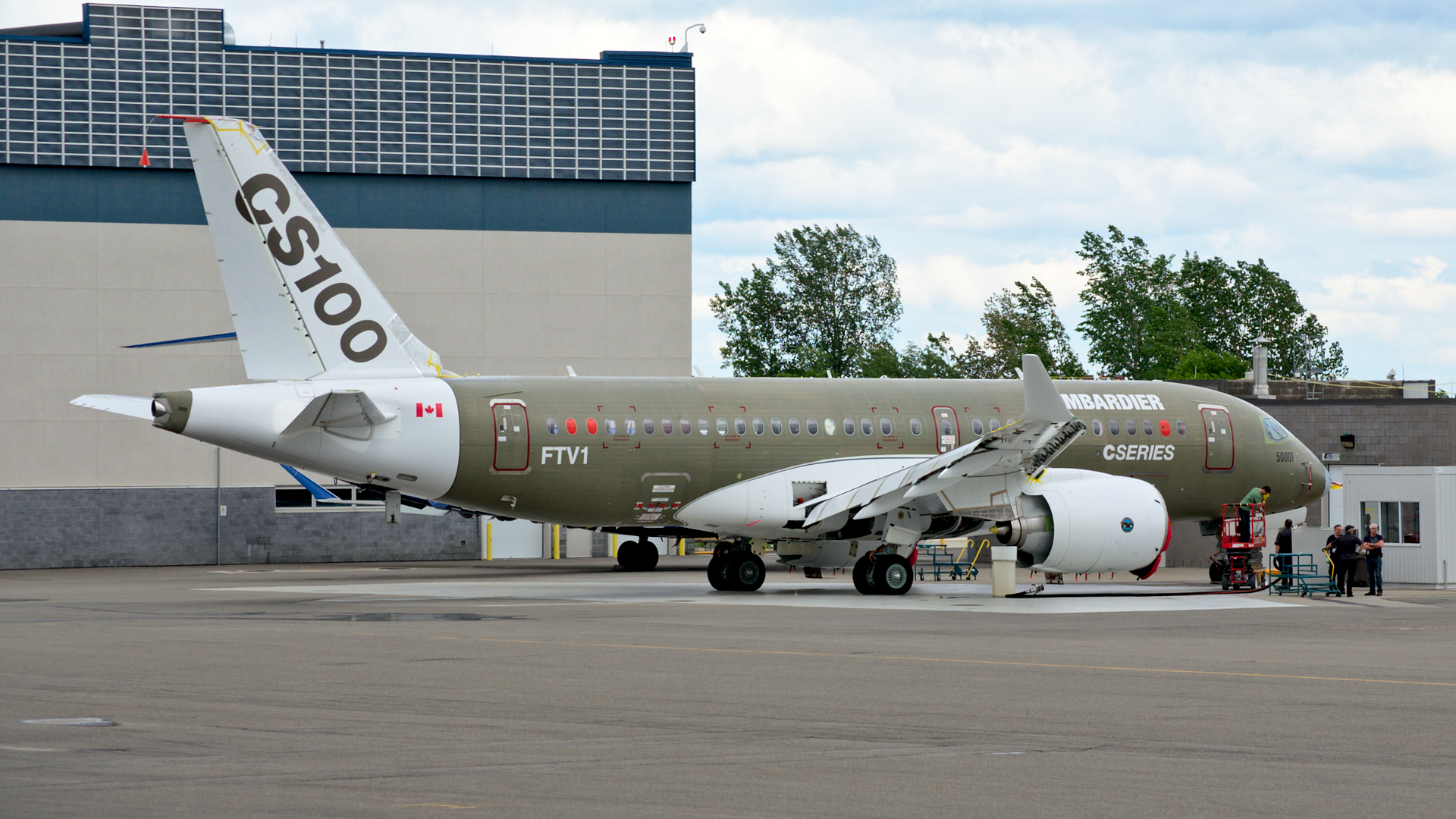
Тестувальник Bombardier CSeries CS100
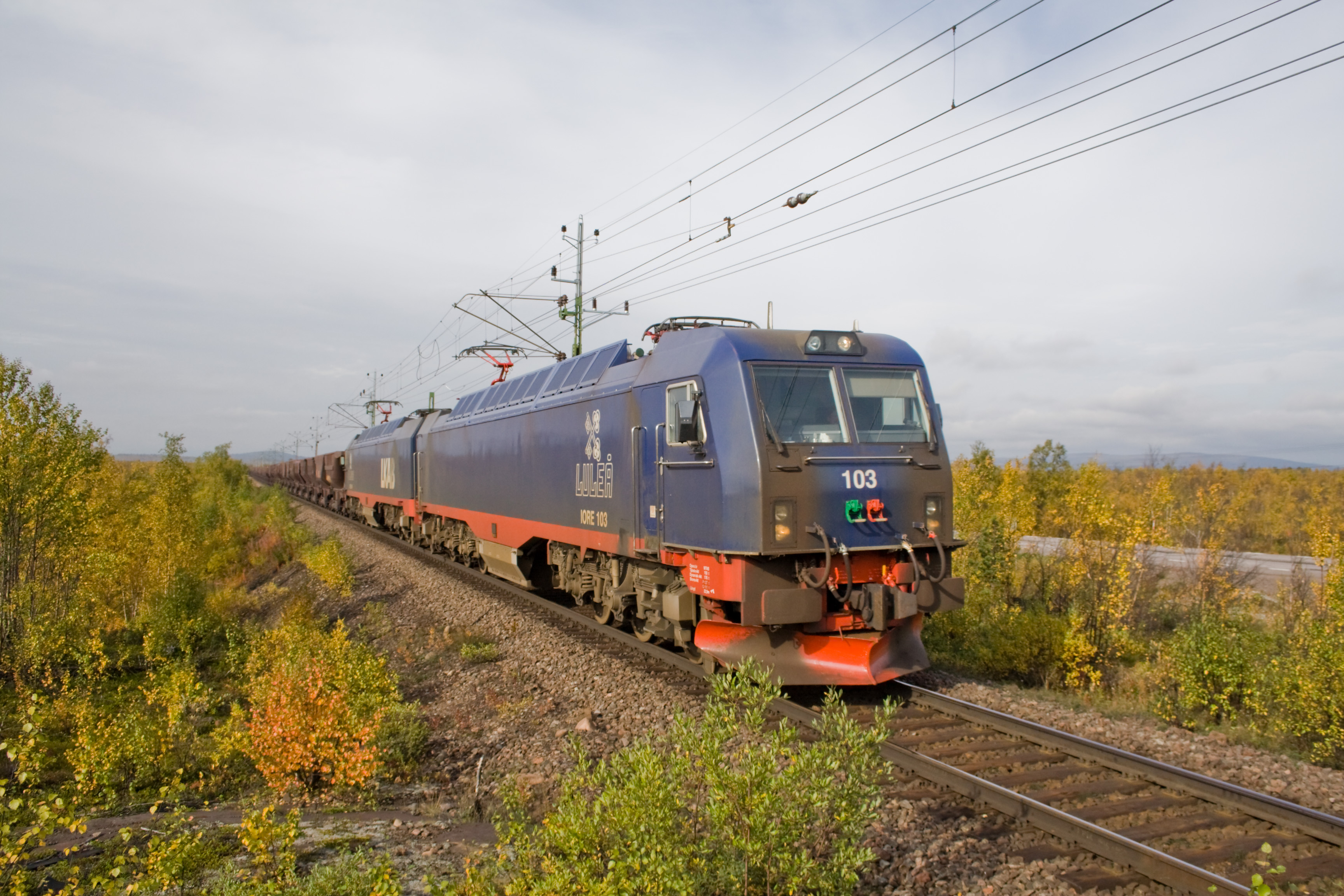
Локомотив IORE
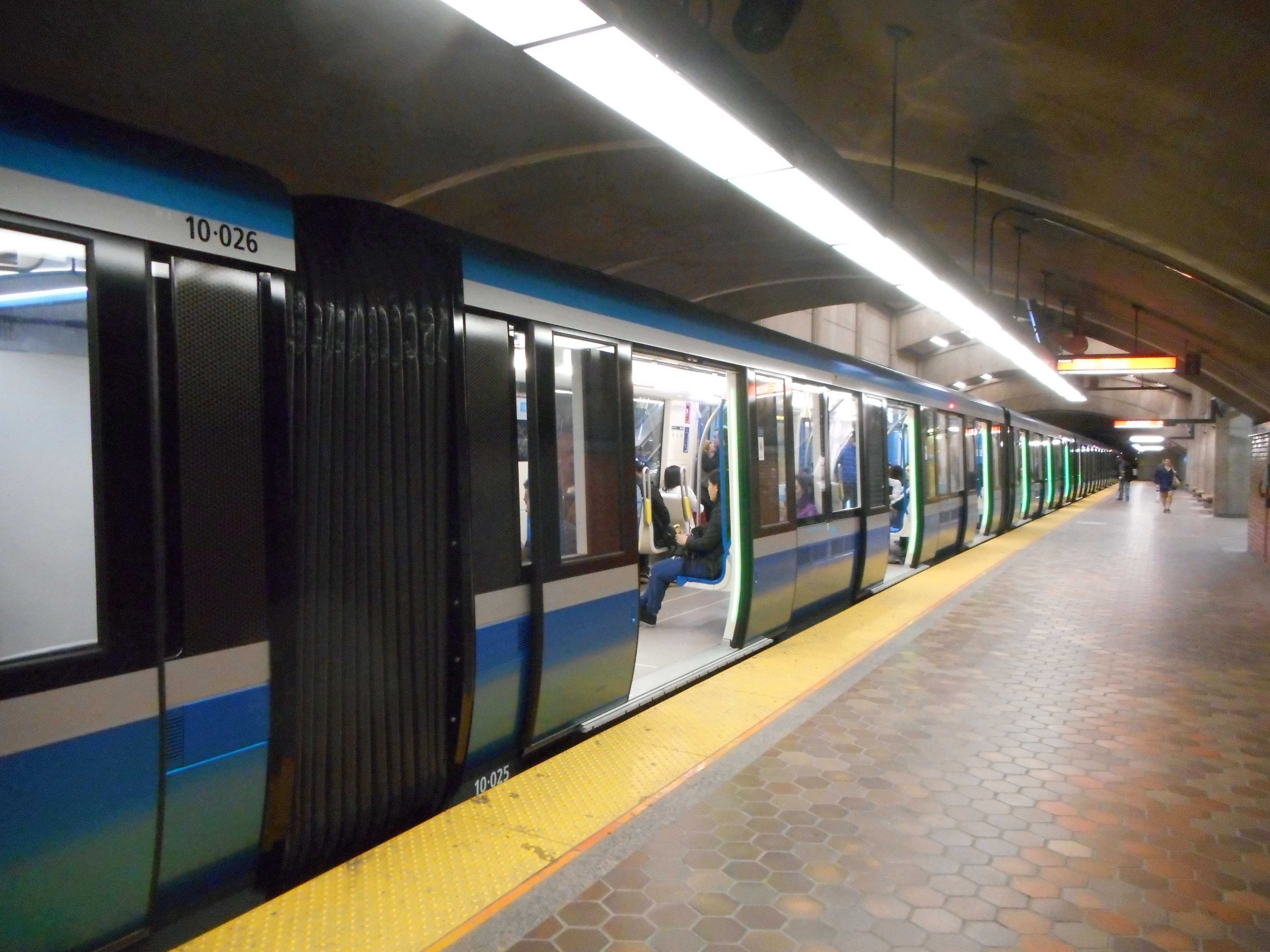
MPM-10 в метро Монреаля